# Algieria na Mistrzostwach Świata w Lekkoatletyce 2017
Algieria na Mistrzostwach Świata w Lekkoatletyce 2017 – reprezentacja Algierii podczas Mistrzostw Świata w Londynie liczyła 8 zawodników, którzy nie zdobyli żadnego medalu.

## Skład reprezentacji
Mężczyźni
| Zawodnik            | Konkurencja                     | Eliminacje | Eliminacje | Półfinał | Półfinał | Finał    | Finał   |
| Zawodnik            | Konkurencja                     | Rezultat   | Pozycja    | Rezultat | Pozycja  | Rezultat | Pozycja |
| ------------------- | ------------------------------- | ---------- | ---------- | -------- | -------- | -------- | ------- |
| Amine Belferar      | Bieg na 800 metrów              | DNF        | DNF        | —        | —        | NQ       | NQ      |
| Abderrahmane Anou   | Bieg na 1500 metrów             | 3:47,38    | 35.        | —        | —        | NQ       | NQ      |
| Abdelmalik Lahoulou | Bieg na 400 metrów przez płotki | 49,78      | 17. Q      | 49,33    | 10.      | NQ       | NQ      |
| Hichem Bouchicha    | bieg na 3000 m z przeszkodami   | 8:30,01    | 20.        | —        | —        | NQ       | NQ      |
| Bilal Tabti         | bieg na 3000 m z przeszkodami   | 8:23,28    | 9. q       | —        | —        | DSQ      | DSQ     |

| Dziesięciobój  | Dziesięciobój       | Dziesięciobój | Dziesięciobój | Dziesięciobój |
| Zawodnik       | Konkurencja         | Wynik         | Punkty        | Pozycja       |
| -------------- | ------------------- | ------------- | ------------- | ------------- |
| Larbi Bouraada | Bieg na 100 m       | 10,80         | 906           | 8.            |
| Larbi Bouraada | Skok w dal          | 7,22          | 966           | 20.           |
| Larbi Bouraada | Pchnięcie kulą      | 13,41         | 692           | 26.           |
| Larbi Bouraada | Skok wzwyż          | 1,90          | 714           | 26.           |
| Larbi Bouraada | Bieg na 400 m       | DNS           |               |               |
| Larbi Bouraada | Bieg na 110 m p.pł. |               |               |               |
| Larbi Bouraada | Rzut dyskiem        |               |               |               |
| Larbi Bouraada | Skok o tyczce       |               |               |               |
| Larbi Bouraada | Rzut oszczepem      |               |               |               |
| Larbi Bouraada | Bieg na 1500 m      |               |               |               |
| Razem          | Razem               | Razem         | DNF           |               |

Kobiety
| Zawodniczka          | Konkurencja                   | Eliminacje | Eliminacje | Finał | Finał   |
| Zawodniczka          | Konkurencja                   | Wynik      | Pozycja    | Wynik | Pozycja |
| -------------------- | ----------------------------- | ---------- | ---------- | ----- | ------- |
| Amina Betiche        | Bieg na 3000 m z przeszkodami | 9:53,06    | 28.        | NQ    | NQ      |
| Kenza Dahmani Tifahi | maraton                       | —          | —          | DNF   | DNF     |